# Hyperion Records
Hyperion Records — британская звукозаписывающая компания, специализирующаяся на академической музыке, «одна из наиболее значительных независимых компаний» в этой области. Основана в 1980 гг. Джорджем Эдуардом Перри, в настоящее время управляется его сыном Саймоном Перри. Компания названа именем титана Гипериона из древнегреческой мифологии.
Первой записью фирмы стал диск кларнетных концертов Джеральда Финци и Чарльза Вильерса Стэнфорда (солистка Теа Кинг).
«Гиперион» особенно известен записями редкого и малоизвестного репертуара: ещё на заре своей работы студия выпустила ряд записей английских композиторов второго ряда и начала серию старинной музыки в сотрудничестве с ансамблем Gothic Voices под управлением Кристофера Пейджа, уже первая пластинка которой — гимны и секвенции Хильдегарды Бингенской — принесла «Гипериону» признание профессионалов и разошлась в итоге общим тиражом более 350 000 экземпляров (в дальнейшем в серии вышли ещё 24 диска).
Среди наиболее заметных проектов «Гипериона» — цикл альбомов «Романтический фортепианный концерт» (с 1991 г., к 2021 г. изданы 83 альбома), в рамках которого произошло воскрешение многих забытых имён и произведений. Среди участников проекта были пианисты Дмитрий Алексеев, Марк Андре Амлен, Питер Донохоу, Стивен Кумс, Пирс Лэйн, Йен Манроу, Хэмиш Милн, Артур Писарро, Сета Таниель, Йен Хобсон, Стивен Хаф, дирижёры Мартин Браббинс, Осмо Вянскя, Фёдор Глущенко, Эндрю Литтон, Ежи Максимюк, Жан Ив Оссонс, Тадеуш Стругала, Лоуренс Фостер, Ховард Шелли и др. Музыкальный критик Джереми Николас указывал на эталонное качество исполнения и записи в рамках проекта. Выходят также серии «Романтический скрипичный концерт» (с 1998 года, к настоящему времени 13 выпусков) и «Романтический виолончельный концерт» (с 2005 года, к настоящему времени 3 выпуска).
Другой, не менее масштабный проект «Гипериона» — 37 дисков с песнями Франца Шуберта (1987—2000), грандиозный труд пианиста Грэма Джонсона с участием таких певцов, как Фелисити Лотт, Энн Мюррей, Дженет Бейкер, Йен Бостридж, Энтони Рольф Джонсон, Петер Шрайер. Под патронажем Джонсона выходит также серия «Гипериона», посвящённая французской песне второй половины XIX — начала XX века.